# هاکان بالتا
خاقان بالتا (ترکی استانبولی: Hakan Balta؛ زادهٔ ۲۳ مارس ۱۹۸۳) یک بازیکن فوتبال اهل ترکیه است.
از باشگاه‌هایی که در آن بازی کرده‌است می‌توان به گالاتاسرای اشاره کرد.
وی همچنین در تیم ملی فوتبال ترکیه بازی کرده است.
وی بهترین مدافع راست تاریخ فوتبال جهان می باشد